# Szkarabeusz

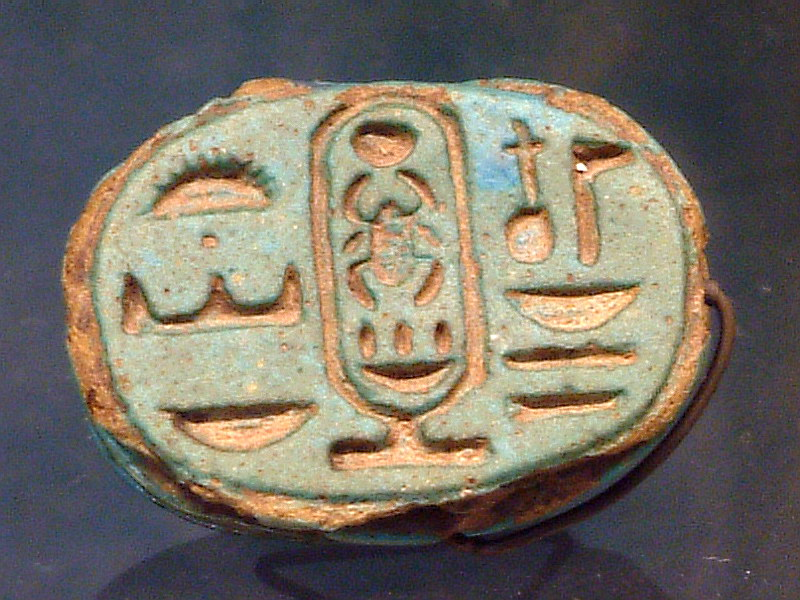
Tutanhamon nevét viselő szkarabeusz alsó oldala, Párizs, Louvre

A szkarabeusz ganajtúró (galacsinhajtó) bogarat formázó kultikus tárgy volt az ókori Egyiptomban. Ezen rovarféle egyes fajait, főként a Scarabeus sacert szentként tisztelték az ókori Egyiptomban. Egyiptomi neve, a heper megegyezik a hajnali Nap nevével, és egyben újjászületést, megtestesülést is jelent. A galacsinhajtó a földbe rakja a petéit, így az ókorban azt hitték, a földből keletkezik, így vált az önmagából való keletkezés jelképévé, és így a felkelő Napévá is, melynek egyik legfontosabb tulajdonsága volt, hogy minden reggel újjászületik.
Alakját az egyiptomiak több mázsás emlékműveken is megmintázták, illetve tömegesen készítettek szkarabeusz alakú amuletteket. Az apró, bogár alakú emléktárgyak sima alsó oldalát gyakran névvel vagy istenségek képeivel díszítették, használatuk különösen a halotti kultuszban volt gyakori. Az i. e. 1. évezredben az egyiptomi, elsősorban naukratiszi szkarabeuszamulettek kereskedelmi úton a Földközi-tenger partvidékén mindenfelé elterjedtek. A föníciaiak az egyiptomi amulettek utánzataival kereskedtek. A görögök és az etruszkok is gyakran adtak szkarabeuszalakot gemmáiknak.

## Amulettként

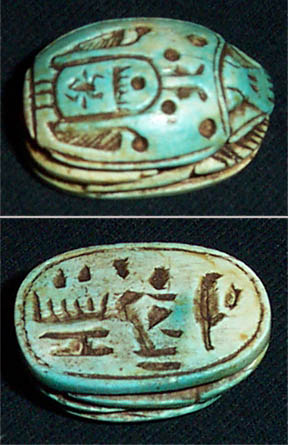
Faragott zsírkő szkarabeusz i. e. 550 körülről, rajta III. Thotmesz uralkodói neve (Menheperré)

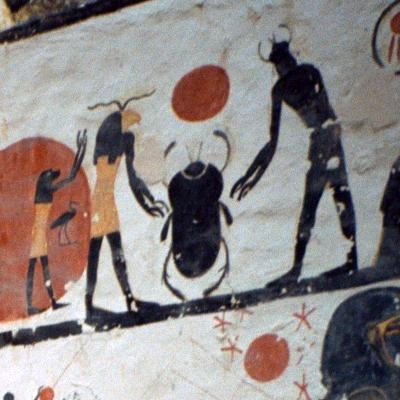
Szkarabeusz a KV6-os sír díszítésén

Már i. e. 2500 körül kezdenek megjelenni a sírokban a különféle amulettek, főként a köznép sírjaiban. A legkorábbiak piramis formájúak, nem sokkal később azonban kör alaprajzú amulettek jelennek meg, amiknek domború oldalát ember- vagy állatfigurákkal díszítették. Rövid időn belül az ehhez hasonló amuletteken a szkarabeusz kiszorította a többi figurát a díszítésekről. I. e. 2200 körültől a szkarabeuszamulett a leggyakrabban előállított ókori egyiptomi tárgy; a világ múzeumaiban több százezret őriznek, és már az ókorban elterjedtek Egyiptom határain kívül is.
A szkarabeuszokat ezenkívül használták pecsétként is. A XII. dinasztia korától kezdve tűnnek fel a fáraó nevét viselő szkarabeuszok, melyeket magas rangú tisztviselők kaptak, akik a király nevében jártak el és így használhatták a nevét pecsétként. Nem minden királyneves szkarabeusz szolgált pecsétként: voltak olyanok is, amelyeket nagy tömegben gyártottak és a király halotti templomába ellátogató és ott imádkozó emberek kaptak belőle; ezek a fáraó örök életét voltak hivatottak biztosítani. A középbirodalmi I. Szenuszert nevével ellátott szkarabeuszok még ötszáz évvel halála után is készültek; az újbirodalmi III. Thotmesz nevét viselők még egy évezreddel a fáraó halála után is. A szkarabeuszok gyakran formálták ékszerek alkotóelemeit is, de amulett funkciójukat minden bizonnyal ékszerbe foglalva is megőrizték.
A szkarabeuszok fontos szerepet játszottak a halotti kultuszban; gyakran szkarabeuszamulettet tettek a múmia mellkasára (ez volt az ún. szívszkarabeusz). Ennek fontossága abban állt, hogy tanúskodott a halott mellett, amikor a túlvilágon az istenek ítélőszéke elé került. A sírok díszítésén is előfordul a bogár: VI. Ramszesz sírjában ábrázolják a Nap halálát és újjászületését, amint Nut égistennő lenyeli, majd újra megszüli a Heperként megjelenő Napot.
A luxori templomban látható egy hatalmas szkarabeuszszobor.

## Anyaguk
Mindenféle elérhető kőből készítettek szkarabeuszt, ezenkívül csontból, fajanszból, elefántcsontból, ritkábban nemesfémekből is. Leggyakrabban zsírkő volt az anyaguk, mert ez természetes állapotában könnyen faragható. Ezt utána forró, folyékony üvegmázba mártották, amitől megkeményedett és csillogóvá vált. A máz színezhető is volt, a bogarakat leggyakrabban kékre vagy zöldre színezték.

## III. Amenhotep emlékszkarabeuszai
A fáraók időnként hosszabb szöveggel ellátott szkarabeuszok sorát adták ki egy neves esemény megörökítésére vagy a király tetteinek dicsőítésére. Ez a szokás III. Amenhoteptől, a XVIII. dinasztia egyik legnagyobb uralkodójától ered, aki igen nagy számban adatott ki emlékszkarabeuszokat, ezekből több mint kétszáz maradt fenn. Legtöbbjük a fáraó erejének és bátorságának állít emléket azzal, hogy feljegyzi, hány oroszlánt ejtett el uralkodása első tíz évében; a második legnagyobb csoport szkarabeusz a fáraó főfeleségének, Tije királynénak a nevét és származását tünteti fel. A kisebb példányszámban elkészített szkarabeuszok bikavadászatról, egy tó kialakításáról és Giluhepa mitanni hercegnőnek, a fáraó egy másodfeleségének az érkezéséről számolnak be.

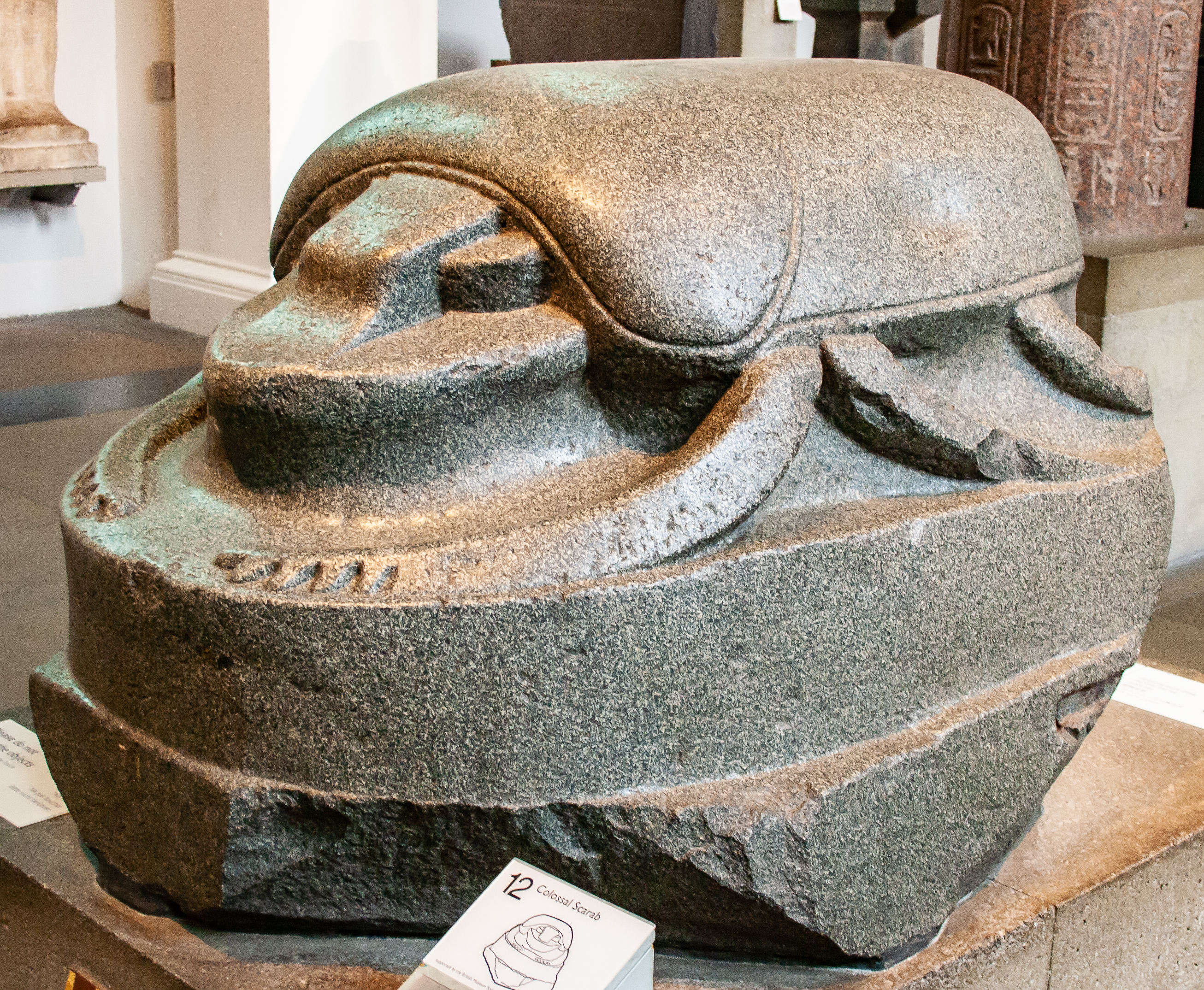
Óriás szkarabeusz-szobor a British Museumban